# جان آدامز (مجموعه تلویزیونی)
جان آدامز (به انگلیسی: John Adams) یک مینی‌سریال آمریکایی محصول شبکهٔ HBO است که در سال ۲۰۰۸ در ۷ قسمت تولید شد. این مینی سریال بازگو کنندهٔ زندگی سیاسی جان آدامز دومین رئیس‌جمهور ایالات متحده و نقش وی در بنیان آن کشور است.
مینی سریال توسط تام هوپر کارگردانی شد و فیلم‌نامهٔ آن براساس کتاب جان آدامز نوشتهٔ دیوید مک کالو مورخ آمریکایی به رشتهٔ تحریر درآمد. جان آدامز بعد از پخش مورد استقبال منتقدان واقع شد و بازیگران آن به خاطر ایفای نقش‌های خود مورد تحسین قرار گرفتند. پل جیاماتی، لورا لینی و تام ویلکینسون به ترتیب به خاطر ایفای نقش‌های جان آدامز، ابیگل آدامز و بنجامین فرانکلین برندهٔ جایزهٔ گلدن گلوب شدند. در مراسم سالانهٔ جوایز امی نیز جان آدامز موفق شد با بردن ۱۳ جایزه از ۲۳ نامزدی رکورد دریافت جوایز امی را که پیش از آن در اختیار فرشتگان در آمریکا بود بشکند.